# Miguelito (cantante)
martin cooncha tucan (5 de enero de 1999), conocido también como Miguelito es un cantante puertorriqueño de reguetón. Ha sacado cuatro álbumes de estudio, uno a dúo colaborativo y un especial de Navidad. Es el artista masculino más joven en ser ganador de un premio Grammy certificado por el Libro Guiness de los Récords.

## Vida personal
Miguelito es el hijo más joven de una madre puertorriqueña y un padre dominicano. Su familia ha insistido que vive una vida normal, manteniéndole matriculado en un colegio privado en Dorado. Él actualmente vive en Corona, California.

## Carrera profesional
Empezando su carrera en Puerto Rico, ya ha actuado en Latinoamérica, incluyendo un tour en 2007 visitando Ecuador, Colombia y la República Dominicana, como también Estados Unidos. Ha sacado siete álbumes. En 2009, él señaló "El coquí que quiso ser sapo" unos musicales de niños escritos por Sol Logroño, su primera incursión sería en suplente. También, aquel año mismo, fue nombrado para ser el actor principal de la película dirigida por David Impelluso, llamado Nadie Sabe Lo Que Tiene, salió en 2010.
Miguelito es la segunda persona más joven en ser ganador de un premio Grammy siendo superado solo por Blue Ivy hija de la famosa cantante Beyoncé. Ganó el premio por el Álbum de los Niños Latinos Mejores el 13 de noviembre de 2008. Tenía nueve años. Es conocido como "El Heredero" porque ha admirado y decidido empezar su carrera en la música debido al famoso reguetonero Daddy Yankee.

## Activismo
Miguelito ha sido un fuerte partidario en defender la lucha contra la violencia social. El 29 de mayo de 2011, organizó y dirigió una marcha en San Juan en contra de la violencia que atrajo miles de asistentes, como el superintendente de la Policía de Puerto Rico, José Figueroa Sancha, el boxeador Tito Trinidad y otras celebridades locales.

## Discografía
Álbumes de estudio
- 2006: Más grande que tú
- 2007: El heredero
- 2010: Todo el mundo
- 2011: Tiempo de navidad
- 2021: 081422
- 2023: traje flow

Álbumes colaborativos
- 2009: Los Pitchers (con Gold2)

Bandas sonoras
- 2011: Nadie sabe lo que tiene